# Statistička fizika
Statistička fizika je grana teorijske fizike koja objašnjava makroskopska svojstva tvari kao posljedicu zakona gibanja atoma i molekula. Njezina je osnovna pretpostavka da se promatrani fizikalni sustav sastoji od velikoga broja čestica. Odstupanja od termodinamičkog opisa su to veća, ili vjerojatnija, što je sustav manji. Makroskopske veličine (tlak, temperatura, te iz njih izvedene veličine poput toplinske vodljivosti) uvode se s pomoću prosječnih vrijednosti mehaničkih parametara čestica (položaj, brzina, količina gibanja, kinetička energija) u faznom prostoru. U faznom prostoru cijeli promatrani sustav prikazan je jednom točkom kojoj su koordinate sve početne koordinate položaja čestica (x1 ... xN, kraće x) te sve početne vrijednosti količine gibanja čestica (p1 ... pN, kraće p). Analogno, kao što je gibanje čestice određeno njezinim početnim položajem i količinom gibanja, tako je i ponašanje sustava čestica određeno generaliziranim položajem i generaliziranom količinom gibanja u faznom prostoru. Neprebrojivost čestica uvjetuje pretpostavku da broj čestica teži beskonačnomu (N → ∞). Uz taj se uvjet kao zamjena za klasične zakone očuvanja količine gibanja, kutne količine gibanja i energije u statističkoj fizici javlja Liouvilleov teorem, koji izriče jednaku vjerojatnost jednako velikih elemenata faznoga prostora.
U kvantnoj statističkoj mehanici situacija je konceptualno ista, ali se pojavljuju komplikacije izazvane svojstvima takozvane diskretne raspodjele elektrona, to jest nemogućnošću vezanih elektrona da imaju bilo koju unutrašnju energiju osim određenih vrijednosti. To uvjetuje da nisu sve vrijednosti količine gibanja i položaja ravnopravne (vjerojatnost nekih iščezava), pa za dovoljno male dijelove faznoga prostora ne bi bilo moguće sa sigurnošću odrediti vjerojatnost, a time i bilo koja svojstva ponašanja. Zbog toga je nužno uključiti Heisenbergovo načelo neodređenosti, koje postavlja u matematičkom obliku fizikalno svojstvo nemogućnosti istodobnog apsolutno točnog određivanja čimbenika (parametara) gibanja pojedine čestice; ako je položaj točan, količina gibanja je neodređena i obrnuto. U faznom prostoru postoji minimalni volumen reda veličine Planckove konstante, unutar kojega je nemoguće ustanovljavanje zakonitosti.
Glavno je područje primjene statističke fizike termodinamika, gdje služi za dublje razumijevanje zakona termodinamike i za proračun termodinamičkih funkcija.

## Kinetička teorija plinova
Kinetička teorija plinova opisuje plin kao veliki broj mikroskopskih čestica (atoma ili molekula), koje su u neprestanom slučajnom kretanju. Brze čestice koje se kreću, stalno se međusobno sudaraju, a i sa stijenkama spremnika, u kojem se nalazi plin. Kinetička teorija plinova objašnjava makroskopska svojstva plinova, kao što su tlak, temperatura i obujam, razmatrajući njihov sastav i kretanja. Dokaz za kinetičku teoriju plinova je Brownovo gibanje, koje je primijetio Albert Einstein promatrajući kretanje peluda ispod mikroskopa, a koje nastaje zbog kretanja i sudaranja nevidljivih čestica. Kao što je naglasio Albert Einstein 1905., eksperimentalni dokazi kinetičke teorije plinova su ujedno i dokazi postojanja atoma i molekula.